# Jean Pierre Noher
Jean Pierre Noher (París, 5 de mayo de 1956) es un actor francoargentino de cine, teatro y televisión. Desarrolla su carrera en Argentina, Brasil y España. Es sobrino nieto del famoso cineasta Max Ophüls.

## Carrera
En 1984 debutó en cine en un breve papel en Darse cuenta del director Alejandro Doria.
Actúa en teatro regularmente y por su interpretación del escritor Jorge Luis Borges (1899-1986) en la película Un amor de Borges, de Javier Torre, ganó premios en varios festivales internacionales cinematográficos. Actuó en la obra La Piaf junto a Virginia Lago.
Ha rodado varias películas, destacándose en Diarios de motocicleta donde interpreta a Ernesto Guevara Lynch (el padre del Che Guevara) y El nido vacío de Daniel Burman, junto a Cecilia Roth.
Realizó el espectáculo Erik Satie y los otros con China Zorrilla —quien lo dirigió y con quien Noher actuó en Fiebre del heno de Noel Coward— recitando poesías de Jean Cocteau, Apollinaire, Jacques Prévert y Borges.
Como cantante integró la agrupación Veneno, banda de rock integrada por Walter Domínguez en guitarra, Javier Baldino en primera guitarra, Pablo Choruzy en bajo, Salvador Fernández en piano, Gabriel Botta en batería y Germán Palacios en acordeón, con la cual grabó un disco que permanece inédito.

## Filmografía
- 1984: Darse cuenta
- 1985: El telo y la tele
- 1987: La clínica del Dr. Cureta
- 1991: Extermineitors III, La gran pelea final
- 1991: Ya no hay hombres
- 1995: El señor D (cortometraje), como el Sr. D.
- 2000: Un amor de Borges, como Borges.
- 2000: Sin reserva, como Félix «el Gato» Pacheco.
- 2001: El retrato de Felicitas
- 2002: Bahía mágica
- 2002: Estrella del sur, como Gregorio Gamboa.
- 2002: Temporal, como Daguerre.
- 2002: Valentín, como el tío Chiche.
- 2004: Diarios de motocicleta como Ernesto Guevara Lynch, el padre del Che Guevara.
- 2004: La mina, como Ricardo.
- 2004: Redentor (Brasil), como Gutiérrez.
- 2004: Roma, como Pando.
- 2005: Diário de um novo mundo, como don Pedro Caballos.
- 2005: La mala hora, como César Monteiro.
- 2005: Lifting de corazón, como Alejandro.
- 2006: El amor y la ciudad
- 2006: Un peso, un dólar
- 2007: El resultado del amor, como Narrador.
- 2007: Estômago (Brasil), como Duque.
- 2008: Dos amigos y un ladrón, como Julio.
- 2008: El nido vacío, como Fernando.
- 2008: Yo soy sola, como Otaño.
- 2009: Do começo ao fim (Brasil), como Pedro.
- 2009: José Ignacio, como Fernando.
- 2010: Chico Xavier (Brasil), como Jean Manzon.
- 2010: Propios y extraños, como Sebastián.
- 2011: O Homem do Futuro (Brasil), como Mayer
- 2012: El vagoneta en el mundo del cine
- 2012: El mal del sauce
- 2012: Las Voces, como Juan.
- 2015: El almuerzo, como Jorge Luis Borges.
- 2018: El amor menos pensado, como Eloy.
- 2022: El empleado y el patrón, como Papá de Rodrigo.

## Televisión
| Año  | Título                         | Personaje                        | Rol                       |
| ---- | ------------------------------ | -------------------------------- | ------------------------- |
| 1979 | Novia de vacaciones            | Orlando                          | Elenco de Reparto         |
| 1981 | Pecado mortal                  | José María Montes                | Recurrente                |
| 1982 | Nosotros y los miedos          | -                                |                           |
| 1983 | Compromiso                     | -                                |                           |
| 1986 | Mujer comprada                 | Alfonso Lombardi                 | Coprotagonista            |
| 1987 | Ficciones                      | -                                |                           |
| 1987 | Valeria                        | Ricardo                          | Elenco de Reparto         |
| 1987 | Vínculos                       | -                                | Elenco de Reparto         |
| 1988 | Sin marido                     | Hugo                             | Elenco de Reparto         |
| 1990 | Amigos son los amigos          | Ezequiel                         | Elenco de Reparto         |
| 1991 | Alta comedia                   | -                                |                           |
| 1991 | Cosecharás tu siembra          | Gaetano Brambilla                | Elenco de Reparto         |
| 1991 | Manuela                        | Antonio                          | Participación Especial    |
| 1991 | Vivan los novios               | -                                |                           |
| 1992 | Princesa                       | profesor Bonavita                | Participación Especial    |
| 1992 | Soy Gina                       | O'Grady                          | Elenco de Reparto         |
| 1993 | Gerente de familia             | -                                |                           |
| 1994 | Guadalupe (Telemundo)          | Rodolfo Alessandri               | Elenco Estelar            |
| 1994 | El día que me quieras (México) | Willy                            | Elenco de Reparto         |
| 1994 | Nueve lunas                    |                                  | Participación Especial    |
| 1995 | Poliladron                     | "El Francés"                     | Participación Especial    |
| 1995 | Sin condena                    | -                                |                           |
| 1995 | ¡Hola, papi!                   | -                                |                           |
| 1995 | La hermana mayor               | -                                |                           |
| 1996 | Como pan caliente              | Eduardo                          | Participación Especial    |
| 1996 | Verdad consecuencia            | Jorge                            | Participación Especial    |
| 1997 | Señoras y señores              | -                                |                           |
| 1998 | La condena de Gabriel Doyle    | -                                |                           |
| 1998 | La barra de la tele            | -                                |                           |
| 1998 | La nocturna                    | -                                |                           |
| 1999 | Buenos vecinos                 | Gerardo                          | Elenco de Reparto         |
| 2001 | 30/30                          | -                                |                           |
| 2002 | Los simuladores                | Manuel Garriga                   | Ep: El debilitador social |
| 2003 | Resistiré                      | Paul Charreau                    | Elenco de Reparto         |
| 2003 | Sol negro                      | Dr. Franco Iturralde             | Elenco de Reparto         |
| 2004 | La niñera                      | Octavio Davor                    | Ep: "Negocios personales" |
| 2004 | Hospital El Paisa (México)     | paciente                         | Elenco de Reparto         |
| 2004 | Los Roldán (2.ª temporada)     | Paul Mancini                     | Antagonista               |
| 2004 | Tiempo final                   | Amigo                            | Ep: "Los amigos"          |
| 2006 | Collar de Esmeraldas           | Tobías                           | Elenco de Reparto         |
| 2006 | Amas de casa desesperadas      | Jorge Pereyra                    | Participación Especial    |
| 2006 | Mandrake (Brasil)              | -                                |                           |
| 2007 | Los cuentos de Fontanarrosa    | Esteban                          | Participación Especial    |
| 2007 | Mujeres de nadie               | Franco Mendizábal                | Participación Especial    |
| 2008 | La favorita (Brasil)           | Pepe Molinos                     | Elenco de Reparto         |
| 2010 | Vivir la vida (Brasil)         | Jean-Marie Clinton               | Elenco de Reparto         |
| 2011 | Volver al ruedo                | Alejandro                        | Participación Especial    |
| 2011 | El Pacto                       | Lissen                           | Participación Especial    |
| 2012 | Avenida Brasil (Brasil)        | Martín García                    | Participación Especial    |
| 2012 | El hombre de tu vida           | Jorge                            | Participación Especial    |
| 2013 | Qitapenas                      | Juan Carlos Brian Jones          | Antagonista Principal     |
| 2013 | Flor del Caribe (Brasil)       | Duque                            | Participación Especial    |
| 2014 | La Fiesta (Brasil)             | Pierre Bonnet                    | Elenco de Reparto         |
| 2014 | Partes de mi (Brasil)          | Diego Viegas                     | Elenco de Reparto         |
| 2015 | Historia de un clan            | Roberto Rizzo                    | Participación Especial    |
| 2016 | Sol Nascente (Brasil)          | Patrick                          | Elenco de Reparto         |
| 2017 | Animadores                     | Él mismo                         |                           |
| 2019 | Campanas en la noche           | Enrico Ferrara                   | Antagonista Secundario    |
| 2019 | Monzon                         | "Gordo" Caño                     | Participación Especial    |
| 2020 | El presidente (Chile)          | José Hawilla                     | Elenco de Reparto         |
| 2021 | Maradona, sueño bendito        | Guillermo Cóppola (adulto mayor) | Elenco Principal          |
| 2023 | El amor después del amor       | André Midani                     | Elenco Principal          |

## Premios
- Cóndor de Plata (1987): Revelación del año (La clínica del Doctor Cureta).
- Premios ACE (1994): Mejor Actuación en Musical (The Rocky Horror Show).
- Festival de Biarritz (2000): Mejor Actor (Un amor de Borges).
- Festival de Santo Domingo (2001): Mejor actor (Un amor de Borges).
- Festival de Miami (2001): Mejor actor (Un amor de Borges).
- Festival de Gramado (2001): Mejor actor (Un amor de Borges).

## Nominaciones
- Premio Estrella de Mar (1985): Revelación (En boca cerrada).
- Premios Sur (2008):Mejor actor de reparto (El nido vacío).
- Premios Martín Fierro (2005): Mejor actor de reparto (Los Roldán).